# Cécile Reyboz
Cécile Reyboz, née le 6 janvier 1968, est une écrivaine et avocate française.

## Œuvres

### Théâtre
- Sushis variés, Paris, Alna, 2005, 48 p.  (ISBN 2-849590-55-X)

### Roman
- Chanson pour bestioles, Arles, France, Actes Sud, coll. « Domaine français », 2007, 194 p.  (ISBN 978-2-7427-7163-9)

-  Prix Lilas 2008
- Pencher pour, Arles, France, Actes Sud, coll. « Domaine français », 2009, 182 p.  (ISBN 978-2-7427-8801-9)[2]
- Pouvoirs magiques, Arles, France, Actes Sud, coll. « Domaine français », 2015, 362 p.  (ISBN 978-2-330-04832-7)[3]
- Clientèle, Arles, France, Actes Sud, coll. « Domaine français », 2018, 208 p.  (ISBN 978-2-330-09242-9)[4]
- Face à la pente, Denoël, France, coll. « Romans français », 2024, 240 p.  (ISBN 978-2-207-17894-2) 5